# Ippendorf
Ippendorf is een plaats (stadsdeel) in de Duitse gemeente Bonn, deelstaat Noordrijn-Westfalen. Ippendorf ligt ten zuidwesten van de binnenstad tegen de hellingen van en op de Venusberg en Kreuzberg. De plaats wordt in het oosten begrensd door het beekje Engelsbach, in het noorden door de Kreuzbergallee, in het westen door open weilanden en het beekje Katzenlochbach en in het zuiden door de Dottendorfer Weg en Gudenauer Weg. In het zuiden van Ippendorf ligt het bos Waldau, dat deel uitmaakt van het stadsbos van Bonn.
Ippendorf telt 7175 inwoners op een oppervlakte van 3,08 km². Dit komt neer op 2330 inwoners per km².
Vroeger behoorde Ippendorf tot Duisdorf. Sinds 1 augustus 1969 behoort het tot de toenmalige West-Duitse hoofdstad Bonn en huidige Bundesstadt (federale stad). De stad draagt deze titel als enige Duitse stad sinds het Bonn/Berlijn-besluit van 1991, toen Berlijn hoofdstad werd.
Binnen de gemeentegrenzen van Bonn is de koopkracht in de stadsdelen Ippendorf en Venusberg met 24 428 euro verreweg het hoogst. (cijfers van 2008)

## Herkomst van de naam
Ippo was een Frankische personennaam in de 8e eeuw. Ippendorf zou dus dorp van Ippo betekenen.

## Geschiedenis

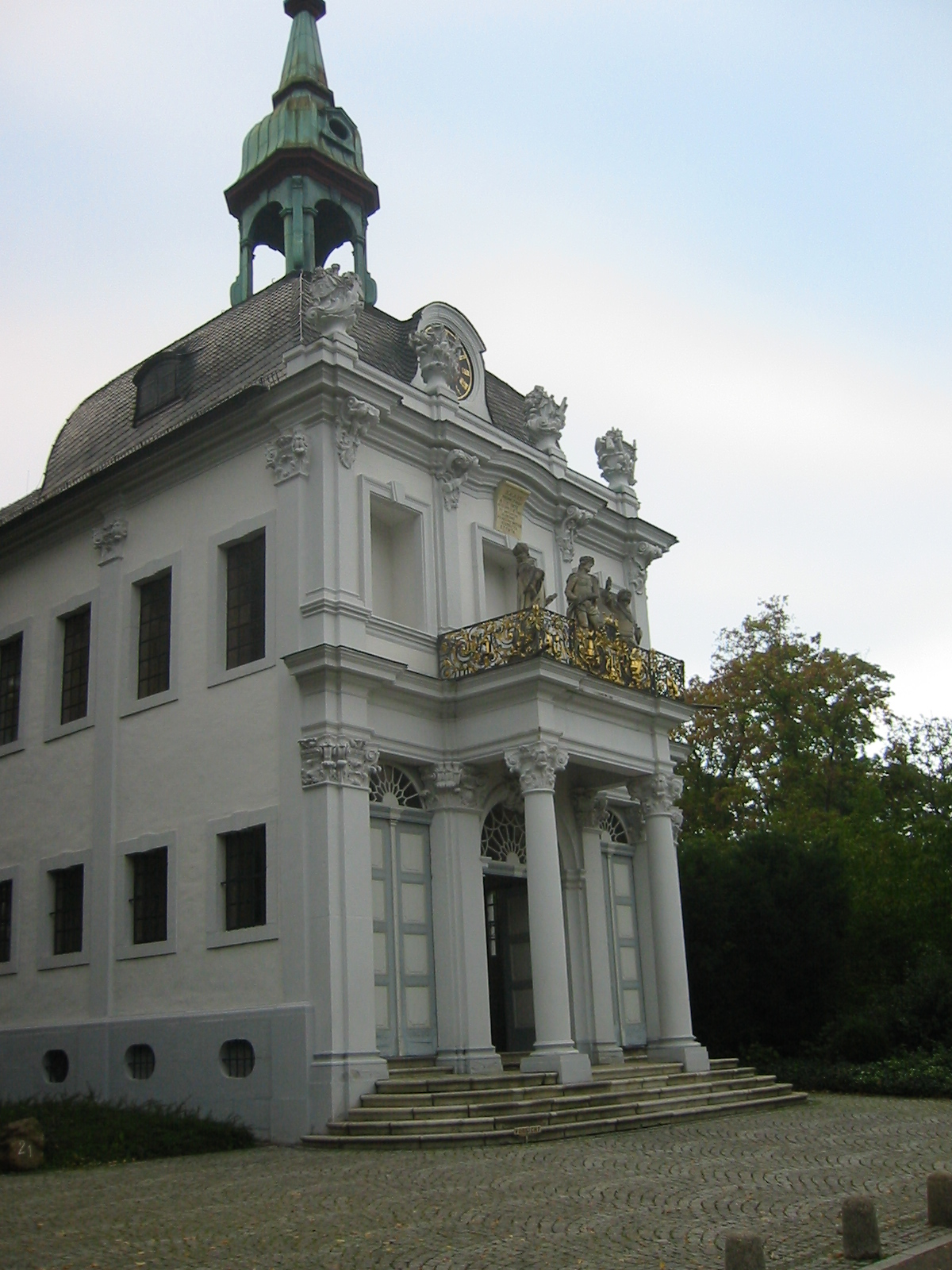
Kreuzbergkirche in Ippendorf

- 1959 is er in Ippendorf een ca. 50 000 jaar oud vuurstenen gereedschap gevonden (Moustérien-Doppelschaber); dit is de oudste getuigenis van de geschiedenis van Ippendorf en wordt thans in het Rheinisches Landesmuseum in Bonn tentoongesteld.
- Daarnaast zijn er aan de Stationsweg sporen van een ringwal uit het neolithicum.
- Uit de Romeinse tijd zijn er wat munten en een zandstenen altaar, gewijd aan de Romeinse god Mercurius, gevonden.
- De eerste schriftelijke vermelding van Ippendorf is afkomstig van 1320.
- Aartsbisschop en keurvorst Ferdinand van Keulen liet in het jaar 1627 de bedevaartskerk Kreuzbergkirche bouwen. Een bezienswaardigheid is de door de architect Balthasar Neumann in Rococo-stijl gebouwde bedevaartstrap "Heilige Stiege".
- Op 10 oktober 1986 werd in Ippendorf (Buchholzstraße) de diplomaat Gerold von Braunmühl  op straat voor zijn villa doodgeschoten door een terrorist van de Rote Armee Fraktion (RAF).
- Tegenwoordig is Ippendorf een bevoorrecht stadsdeel dat door veel villa's en koopwoningen wordt gekenmerkt.